# Чемпіонат Швеції з футболу 1899
Svenska Mästerskapet 1899 — четвертий чемпіонат Швеції з футболу. 
Чемпіоном Швеції став клуб Ергрюте ІС.

## Фінал
6 серпня 1899 «Ергрюте» ІС (Гетеборг) — Гетеборг ФФ 4:0